# Colton Walker
Colton Walker (8 de abril de 1997) es un deportista estadounidense que compite en ciclismo en la modalidad de BMX estilo libre.
Ganó una medalla de bronce en el Campeonato Mundial de Ciclismo Urbano de 2017, en la prueba de parque. Adicionalmente, consiguió dos medallas en los X Games.

## Palmarés internacional
| Campeonato Mundial | Campeonato Mundial | Campeonato Mundial | Campeonato Mundial |
| Año                | Lugar              | Medalla            | Competición        |
| ------------------ | ------------------ | ------------------ | ------------------ |
| 2017               | Chengdu (China)    | Medalla de bronce  | Parque             |

| X Games de Verano | X Games de Verano           | X Games de Verano | X Games de Verano |
| Año               | Lugar                       | Medalla           | Prueba            |
| ----------------- | --------------------------- | ----------------- | ----------------- |
| 2017              | Mineápolis (Estados Unidos) | Medalla de oro    | Dirt              |
| 2018              | Sídney (Australia)          | Medalla de bronce | Dirt              |